# Возможность
Возмо́жность (ж.):
- статочность, сбыточность, состояние возможного[1];
- направление развития, присутствующее в каждом явлении жизни;
- выступает и в качестве предстоящего, и в качестве объясняющего, то есть как категория.

## История
Понятие возможности, или потенции, в паре с понятием акта разработал в своих трудах Аристотель. Баумгартен определял возможное (лат. possibile — возможно) как «то, что не содержит противоречия». На категориальный характер понятия указывали Г. Ихгейзер (1933 год), А. Гелен и В. Камлах. Философские основы категориального толкования были заложены В. Дильтеем.
Когда нет налицо полноты условий для действительного существования какого-нибудь явления, про него говорится, что оно существует в возможности (δυναμει, potentia).
Понятие возможности не вполне объяснимо рациональным путём: в каждой возможности присутствует вероятная невозможность, «возможность невозможного». Возможность не определяется познанием того, что может быть. Познание вероятностей, возможностей не всегда влияет на нашу возможность. На изучении возможности основывается, главным образом, исследование бытия и события.
Человеку нужно различать произвольно предполагаемую возможность, имеющую лишь отвлеченно-логическое значение, которая связана с вопросами о случайном и необходимом, а также о свободе воли и предопределении (например, я могу переселиться в Америку, сделаться математиком, Берлин может провалиться и тому подобное) от возможности, находящейся в природе вещей, которая зависит от понятия развития например, желудь имеет возможность стать дубом, или есть дуб в возможности, и сводится к вопросу о пребывающем субъекте психической действительности например, ум имеет возможность мыслить, или есть возможность мышления.
На конец XIX столетия русский религиозный мыслитель, мистик, поэт, публицист, литературный критик, преподаватель и почётный академик Императорской Академии наук, по разряду изящной словесности, Владимир Сергеевич Соловьёв писал что помимо частных случаев отношения между возможностью и действительностью, или потенциальным и актуальным бытием в различных явлениях физического и психического мира, некоторые метафизические системы признают такое же отношение как общую основу вселенной, утверждая идею единой всеобщей мировой потенции, из которой происходит все разнообразие действительных явлений. Понятие этой потенции принимает различный характер в различных метафизических системах, совпадая то с понятием материального начала, или субстрата (prima materia схоластиков), то с понятием живой природы, или души мира.